# (12616) Lochner
(12616) Lochner est un astéroïde de la ceinture principale.

## Description
(12616) Lochner est un astéroïde de la ceinture principale. Il fut découvert le 26 septembre 1960 à l'observatoire Palomar par Cornelis Johannes van Houten, Ingrid van Houten-Groeneveld et Tom Gehrels. Il présente une orbite caractérisée par un demi-grand axe de 2,64 UA, une excentricité de 0,10 et une inclinaison de 3,4° par rapport à l'écliptique.

## Compléments